# اصفهان، شهر بچه‌های لهستان
اصفهان، شهر بچه‌های لهستان نمایشنامه‌ای از محمد چرمشیر است. قصه این نمایش دربارهٔ مهاجرت تعدادی از کودکان لهستانی به اصفهان در زمان جنگ جهانی دوم است که هم‌زمان با هفتاد و پنجمین سالگرد این اتفاق و با دعوت سفارت لهستان و نیز مؤسسه «آدام میسکیه‌ویچ» در اصفهان و تهران اجرا شد.
ایده پروژه این نمایشنامه بر مبنای رویداد تاریخی حضور مهاجرین لهستانی در بحبوحه جنگ جهانی دوم در برخی شهرهای ایران شکل گرفت، و طراحی و اجرای آن در باشگاه نوجوانان «لدر تیم» آغاز شد. هدف اصلی پروژه ترویج دانش تاریخی و حمایت از پیشرفت خلاقیت در نوجوانان و جوانان عنوان می‌شود. به این ترتیب در سال ۲۰۱۷ «باشگاه لدر تیم» از سوی سفارت لهستان در تهران دعوت شد تا پروژه «اصفهان، شهر بچه‌های لهستان» را که پیش از این در لابراتوار گروتوفسکی در لهستان روی صحنه رفته بود در ایران هم اجرا کند.

## اجراها
اصفهان، شهر بچه‌های لهستان پروژه‌ای فرهنگی صحنه‌ای بود که با همکاری فرهنگی و گروهی نوجوانان لهستانی و ایرانی انجام شده و در پلاتوی اجرای تئاتر شهر با کارگردانی رکسانا مهرافزون به‌روی صحنه رفت. این نمایش همچنین در سال ۱۳۹۶، در مراسم رسمی اختتامیه نمایشگاه عکس لهستان به اجرا درآمد.